# La barra de Dolina
La barra de Dolina fue un ciclo televisivo argentino creado por Alejandro Dolina, que se emitió entre 1988 (por Canal 11) y 1990 (por ATC).
A partir del éxito radial del programa Demasiado tarde para lágrimas, Dolina llegó a la televisión con una propuesta ecléctica que incluía extensas tertulias, ejercicios teatrales, músicos en vivo y partidos de fútbol dentro del estudio.
En el breve ciclo participaron Guillermo Stronati, Jorge Dorio, Manuel Wirzt, Julia Zenko, Peteco Carabajal y Les Luthiers, entre otros. El artista y humorista Caloi estaba a cargo de la dirección artística.